# Ródenas
Ródenas település Spanyolországban, Teruel tartományban. Ródenas Almohaja, Pozondón, Albarracín, Bronchales, Orihuela del Tremedal, Alustante, Tordesilos, Villar del Salz és Peracense községekkel határos. Lakosainak száma 61 fő (2024).

## Népesség
A település népessége az utóbbi években az alábbiak szerint változott:
| Lakosok száma | 93   | 88   | 86   | 71   | 79   | 75   | 62   | 63   | 62   | 61   |
|               | 2001 | 2004 | 2007 | 2009 | 2012 | 2014 | 2017 | 2019 | 2022 | 2024 |